# قره داوود باشا
قره داوود باشا (بالتركية: Kara Davud Paşa)‏، (ولد في 1585 - توفي لي 1623)، هو وزير عثماني، وقام على مقام الصدارة العظمى لمدة 27 يوم في عهد السلطان مصطفى الأول.
في عام 1618l، تم تعيينه قبطان باشا للبحرية العثمانية بدلاً من غوزلجه علي باشا.
أصبح داود باشا صهرًا للأسرة العثمانية بالزواج من أخت السلطان مصطفى الأول.

## مولده ونشأته
ولد في البوسنة وعاش فيها 5 سنوات إلى أن قام والده بارساله إلى عاصمة الدولة العثمانية وبالتحديد إلى مقر الانكشاريين وبعدها، ترعرع في معسكر الانكشارية وتربى على الأصول التركية العثمانية إلى غاية عام 1600 حيث أصبح من حرس القصر الإمبراطورية.
وفي عام 1606 ترقى إلى رتبة رئيس الحرس بالقصر وشارك في حملة مراد باشا على الجلاليين عام 1610 وحقق بها نجاحات كبيرة رقته إلى رتبة وزير بالديوان العثماني، عام 1616. وقبل وفاة السلطان أحمد بعام واحد تزوج من أخت السلطان السلطانة دلرويا ابنة السلطان محمد الثالث وأصبح صهرا للعائلة الحاكمة.

## موت السلطان أحمد
كان يعرف عن داوود باشا أنه ظالم وباطش ولا يعرف طريق الرحمة ويستند في أعماله على الانكشاريين الذين نصفهم الكبير أصدقاء له وحتى والدة السلطانة ديلربا كانت معارضة لزاوجه من ابنتها بالاول بسبب ظلمه وبطشه الكبير وهو المتسبب بمقتل السلطان عثمان ابن السلطان احمد بمشاركة السلطانة كوسم زوجة السلطان أحمد الثانية وبعد زواجه تقلد عدة مناصب رفيعة في الدولة، فقد تقلد منصب الوزير الثاني أو ما يعرف بوكيل رئيس الوزراء ومنصب قبطان البحر عام 1619 إلى أن عزله السلطان عثمان الثاني. 

## حادثة قتلعثمان الثاني
كان لتدخل السلطانة كوسم في شؤون الدولة أمرا كبيرا وخاصة خوفها الكبير من السلطان عثمان الثاني الذي يعتبر ابن ضرتها من أن يرجع للعادة القديمة لأجداده وقتل جميع اخوته أي أبناء كوسم سلطانو من جهة أخرى كان داوود باشا يخطط من أجل إنزال السلطان عثمان الثاني عن العرش وإرجاع السلطان مصطفى الأول مرة أخرى وهكذا حتى عام 1622 حيث تحالف كل من داوود باشا وكوسم سلطان على هذا الأمر واتخذوا ذريعة أن السلطان يريد تبديل جنود الانكشارية لأن الانكشاريين أصبحوا متمردين ولا يؤدون وظائفهم، ويتدخلون في السياسة، قام داوود باشا باشعال نار التمرد مع فيالق الانكشارية في العاصمة وخاصة الوحدة 65 التي دمرت كل إسطنبول وقام بقتل السلطان بأمر داوود باشا الذي أصبح الوزير الاعظم في الدولة وهكذا انتهى هذا التمرد بمأساة كبيرة هي الأولى في الدولة العثمانية وهي قتل السلطان صاحب 17 سنة فقط. 
بعد مقتل السلطان ونجاح خطة السلطانة كوسم وداوود باشا أصبح السلطان مصطفى المجنون مرة أخرى سلطانا للدولة وأصبحت الدولة في حالة يرثى لها جراء التمردات وأصبح الشعب ينادي داوود باشا بقاتل السلطان وساءت سمعته، فقد عزل من منصب الصدر الأعظم بعد 27 بوم فقط من توليه المنصب، وقام بالاختفاء لمدة 8 أشهر إلى أن قبض عليه يوم 5 جانفي عام 1623 وتم إعدامه.

## أنظر أيضا
- قائمة قباطين البحر العثمانيين.
- قائمة الصدور العظام للدولة العثمانية.